# Burg Burgberg (Königsfeld)
Die Burg Burgberg, auch Turm genannt, ist die Ruine einer Wasserburg im Ortskern von Burgberg, einem Ortsteil der Gemeinde Königsfeld im Schwarzwald im Schwarzwald-Baar-Kreis in Baden-Württemberg. Sie befindet sich auf rund 695 Meter über Normalnull.

## Geschichte
Die bereits 1116 erwähnte Wasserburg wurde von den Herren von Burgberg erbaut und im 13. Jahrhundert ausgebaut. Sie diente als Gefängnis für die Burg Bärenberg (Weiberzahn) und die Burg Waldau. Später ging die Burg an das Haus Württemberg und wurde im Dreißigjährigen Krieg zerstört.

## Anlage
Von der ehemaligen Burganlage sind heute noch ein beachtlicher Teil des quadratischen 15 Meter hohen Bergfrieds aus Buckelquadermauerwerk mit einem Hocheingang in 6 Meter Höhe und einige Mauerreste erhalten. Der Burgrest ist von Häusern umbaut und im Privatbesitz.